# Шарапова, Лилия Семёновна
Лилия Семёновна Шарапова (16 октября 1939; Союз Советских Социалистических Республик) — советская и российская актриса театра и кино. Заслуженная артистка Российской Федерации (2001).

## Биография
Родилась 16 октября 1939 года.
В 1962 году окончила Школу-студию при МХАТе и обучалась у Г. А Герасимова и А. М. Караева. В труппу театра вошла в этом же году, и в этом же году дебютировала в кино, снявшись в роли Марийки в фильме Яблоко раздора. Последняя роль была в 2011 году, в криминальном телесериале Адвокат-8. Играла роль Угримовой в 13 серии. Продолжает работать и служить Театру сатиры в Москве.
В 2001 году Шараповой было призвано звание Заслуженной артистки Российской Федерации.

## Фильмография
- 1962 — Яблоко раздора — Марийка; дочь Коваля
- 1965 — Там, где цветут эдельвейсы — Вера Соловьёва — главная роль
- 1969 — Аркадий Бухов/Эпоха и стиль (фильм-спектакль)
- 1969 — Безымянные (фильм-спектакль) — она — главная роль
- 1969 — Восстановление Блендомежа (фильм-спектакль)
- 1969 — Эрни и дачники (фильм-спектакль) — Эгла
- 1971 — Варшавский водевиль (фильм-спектакль)
- 1973 — Маленькие комедии большого дома (фильм-спектакль) — Надя; жена Виктора
- 1989 — Самоубийца (фильм-спектакль) — Груня
- 1993 — Полнолуние — мать Валеры
- 2006 — Восемь любящих женщин — Огюстин
- 2009 — Час Волкова-3 (телесериал; 14 серия) — Ланга
- 2009 — Черчилль (шестой фильм)
- 2011 — Адвокат-8 (13 серия) — Угримова